# Códigos dos países (U–Z)
- A
- B
- C
- D–E
- F
- G
- H–I
- J–K
- L
- M
- N
- O–Q
- R
- S
- T
- U–Z

## Uganda
| ISO 3166-1 numérico 800         | ISO 3166-1 alfa-3 UGA    | ISO 3166-1 alfa-2 UG              | ICAO cod aeroporto prefixo(s) HU  |
| E.164 cód tel(s) +256           | COI cód país —           | TLD cod país .ug                  | ICAO aeronave regis. prefixo(s) — |
| E.212 Mobile código país(s) 641 | OTAN Cód três-letras —   | OTAN Cód duas-letras (obsoleto) — | LOC MARC código(s) UG             |
| ITU Marítima ID (s) —           | ITU código de letras UGA | FIPS código de país(es) UG        | Licença código chapa EAU          |
| GS1 GTIN prefixo(s) —           | UNDP códigos de país UGA | WMO códigos de país UG            | ITU prefixos indicativo 5XA-5XZ   |

## Ucrânia
| ISO 3166-1 numérico 804         | ISO 3166-1 alfa-3 UKR    | ISO 3166-1 alfa-2 UA              | ICAO cod aeroporto prefixo(s) UK         |
| E.164 cód tel(s) +380           | COI cód país —           | TLD cod país .ua                  | ICAO aeronave regis. prefixo(s) —        |
| E.212 Mobile código país(s) 255 | OTAN Cód três-letras —   | OTAN Cód duas-letras (obsoleto) — | LOC MARC código(s) UN                    |
| ITU Marítima ID (s) —           | ITU código de letras UKR | FIPS código de país(es) UP        | Licença código chapa UA                  |
| GS1 GTIN prefixo(s) 482         | UNDP códigos de país UKR | WMO códigos de país UR            | ITU prefixos indicativo EMA-EOZ, URA-UZZ |

## Emirados Árabes Unidos
| ISO 3166-1 numérico 784                        | ISO 3166-1 alfa-3 ARE    | ISO 3166-1 alfa-2 AE              | ICAO cod aeroporto prefixo(s) OM  |
| E.164 cód tel(s) +971                          | COI cód país —           | TLD cod país .ae                  | ICAO aeronave regis. prefixo(s) — |
| E.212 Mobile código país(s) 050, 055, 056, 052 | OTAN Cód três-letras —   | OTAN Cód duas-letras (obsoleto) — | LOC MARC código(s) TS             |
| ITU Marítima ID (s) —                          | ITU código de letras UAE | FIPS código de país(es) AE        | Licença código chapa UAE          |
| GS1 GTIN prefixo(s) 629                        | UNDP códigos de país UAE | WMO códigos de país ER            | ITU prefixos indicativo A6A-A6Z   |

## Reino Unido
| ISO 3166-1 numérico 826              | ISO 3166-1 alfa-3 GBR    | ISO 3166-1 alfa-2 GB              | ICAO cod aeroporto prefixo(s) EG                                                              |
| E.164 cód tel(s) +44                 | COI cód país —           | TLD cod país .uk e .gb            | ICAO aeronave regis. prefixo(s) —                                                             |
| E.212 Mobile código país(s) 234, 235 | OTAN Cód três-letras —   | OTAN Cód duas-letras (obsoleto) — | LOC MARC código(s) XXK                                                                        |
| ITU Marítima ID (s) —                | ITU código de letras G   | FIPS código de país(es) UK        | Licença código chapa GB                                                                       |
| GS1 GTIN prefixo(s) 500-509          | UNDP códigos de país UKM | WMO códigos de país UK            | ITU prefixos indicativo 2AA-2ZZ, GAA-GZZ, MAA-MZZ, VPA-VQZ VSA-VSZ, ZBA-ZJZ, ZNA-ZOZ, ZQA-ZQZ |

## Estados Unidos
| ISO 3166-1 numérico 840             | ISO 3166-1 alfa-3 USA    | ISO 3166-1 alfa-2 US              | ICAO cod aeroporto prefixo(s) K, PA, PB, PF, PH, PJ, PL, PM, PO, PP, PW |
| E.164 cód tel(s) +1                 | COI cód país —           | TLD cod país .us                  | ICAO aeronave regis. prefixo(s) —                                       |
| E.212 Mobile código país(s) 310-316 | OTAN Cód três-letras —   | OTAN Cód duas-letras (obsoleto) — | LOC MARC código(s) XXU                                                  |
| ITU Marítima ID (s) —               | ITU código de letras USA | FIPS código de país(es) US        | Licença código chapa USA                                                |
| GS1 GTIN prefixo(s) 000-139         | UNDP códigos de país USA | WMO códigos de país US            | ITU prefixos indicativo AAA-ALZ, KAA-KZZ NAA-NZZ, WAA-WZZ               |

## Uruguai
| ISO 3166-1 numérico 858         | ISO 3166-1 alfa-3 URY    | ISO 3166-1 alfa-2 UY              | ICAO cod aeroporto prefixo(s) SU  |
| E.164 cód tel(s) +598           | COI cód país —           | TLD cod país .uy                  | ICAO aeronave regis. prefixo(s) — |
| E.212 Mobile código país(s) 748 | OTAN Cód três-letras —   | OTAN Cód duas-letras (obsoleto) — | LOC MARC código(s) UY             |
| ITU Marítima ID (s) —           | ITU código de letras URG | FIPS código de país(es) UY        | Licença código chapa ROU          |
| GS1 GTIN prefixo(s) 773         | UNDP códigos de país URU | WMO códigos de país UY            | ITU prefixos indicativo CVA-CXZ   |

## Uzbequistão
| ISO 3166-1 numérico 860         | ISO 3166-1 alfa-3 UZB    | ISO 3166-1 alfa-2 UZ              | ICAO cod aeroporto prefixo(s) UT  |
| E.164 cód tel(s) +998           | COI cód país —           | TLD cod país .uz                  | ICAO aeronave regis. prefixo(s) — |
| E.212 Mobile código país(s) 434 | OTAN Cód três-letras —   | OTAN Cód duas-letras (obsoleto) — | LOC MARC código(s) UZ             |
| ITU Marítima ID (s) —           | ITU código de letras UZB | FIPS código de país(es) UZ        | Licença código chapa UZ           |
| GS1 GTIN prefixo(s) 478         | UNDP códigos de país UZB | WMO códigos de país UZ            | ITU prefixos indicativo UJA-UMZ   |

## Vanuatu
| ISO 3166-1 numérico 548         | ISO 3166-1 alfa-3 VUT    | ISO 3166-1 alfa-2 VU              | ICAO cod aeroporto prefixo(s) NV     |
| E.164 cód tel(s) +678           | COI cód país —           | TLD cod país .vu                  | ICAO aeronave regis. prefixo(s) —    |
| E.212 Mobile código país(s) 541 | OTAN Cód três-letras —   | OTAN Cód duas-letras (obsoleto) — | LOC MARC código(s) NN                |
| ITU Marítima ID (s) —           | ITU código de letras VUT | FIPS código de país(es) NH        | Licença código chapa VU (unofficial) |
| GS1 GTIN prefixo(s) —           | UNDP códigos de país VAN | WMO códigos de país NV            | ITU prefixos indicativo YJA-YJZ      |

## Vaticano
| ISO 3166-1 numérico 336         | ISO 3166-1 alfa-3 VAT    | ISO 3166-1 alfa-2 VA              | ICAO cod aeroporto prefixo(s) —   |
| E.164 cód tel(s) +379           | COI cód país —           | TLD cod país .va                  | ICAO aeronave regis. prefixo(s) — |
| E.212 Mobile código país(s) 225 | OTAN Cód três-letras —   | OTAN Cód duas-letras (obsoleto) — | LOC MARC código(s) VC             |
| ITU Marítima ID (s) —           | ITU código de letras CVA | FIPS código de país(es) VT        | Licença código chapa V            |
| GS1 GTIN prefixo(s) —           | UNDP códigos de país HLS | WMO códigos de país —             | ITU prefixos indicativo HVA-HVZ   |

## Venezuela
| ISO 3166-1 numérico 862         | ISO 3166-1 alfa-3 VEN    | ISO 3166-1 alfa-2 VE              | ICAO cod aeroporto prefixo(s) SV         |
| E.164 cód tel(s) +58            | COI cód país —           | TLD cod país .ve                  | ICAO aeronave regis. prefixo(s) —        |
| E.212 Mobile código país(s) 734 | OTAN Cód três-letras —   | OTAN Cód duas-letras (obsoleto) — | LOC MARC código(s) VE                    |
| ITU Marítima ID (s) —           | ITU código de letras VEN | FIPS código de país(es) VE        | Licença código chapa YV                  |
| GS1 GTIN prefixo(s) 759         | UNDP códigos de país VEN | WMO códigos de país VN            | ITU prefixos indicativo 4MA-4MZ, YVA-YYZ |

## Vietname
| ISO 3166-1 numérico 704         | ISO 3166-1 alfa-3 VNM    | ISO 3166-1 alfa-2 VN              | ICAO cod aeroporto prefixo(s) VV         |
| E.164 cód tel(s) +84            | COI cód país —           | TLD cod país .vn                  | ICAO aeronave regis. prefixo(s) —        |
| E.212 Mobile código país(s) 452 | OTAN Cód três-letras —   | OTAN Cód duas-letras (obsoleto) — | LOC MARC código(s) VM                    |
| ITU Marítima ID (s) —           | ITU código de letras VTN | FIPS código de país(es) VM        | Licença código chapa VN                  |
| GS1 GTIN prefixo(s) 893         | UNDP códigos de país VIE | WMO códigos de país VS            | ITU prefixos indicativo 3WA-3WZ, XVA-XVZ |

## Ilhas Virgens Britânicas
| ISO 3166-1 numérico 092         | ISO 3166-1 alfa-3 VGB    | ISO 3166-1 alfa-2 VG              | ICAO cod aeroporto prefixo(s) TU  |
| E.164 cód tel(s) +1 284         | COI cód país —           | TLD cod país .vg                  | ICAO aeronave regis. prefixo(s) — |
| E.212 Mobile código país(s) 348 | OTAN Cód três-letras —   | OTAN Cód duas-letras (obsoleto) — | LOC MARC código(s) VB             |
| ITU Marítima ID (s) —           | ITU código de letras VRG | FIPS código de país(es) VI        | Licença código chapa BVI          |
| GS1 GTIN prefixo(s) —           | UNDP códigos de país BVI | WMO códigos de país VG            | ITU prefixos indicativo —         |

## Ilhas Virgens Americanas
| ISO 3166-1 numérico 850         | ISO 3166-1 alfa-3 VIR    | ISO 3166-1 alfa-2 VI              | ICAO cod aeroporto prefixo(s) MI, TI |
| E.164 cód tel(s) +1 340         | COI cód país —           | TLD cod país .vi                  | ICAO aeronave regis. prefixo(s) —    |
| E.212 Mobile código país(s) 332 | OTAN Cód três-letras —   | OTAN Cód duas-letras (obsoleto) — | LOC MARC código(s) VI                |
| ITU Marítima ID (s) —           | ITU código de letras VIR | FIPS código de país(es) VQ        | Licença código chapa —               |
| GS1 GTIN prefixo(s) —           | UNDP códigos de país UVI | WMO códigos de país VI            | ITU prefixos indicativo —            |

## Wallis e Futuna
| ISO 3166-1 numérico 876         | ISO 3166-1 alfa-3 WLF    | ISO 3166-1 alfa-2 WF              | ICAO cod aeroporto prefixo(s) NL  |
| E.164 cód tel(s) +681           | COI cód país —           | TLD cod país .wf                  | ICAO aeronave regis. prefixo(s) — |
| E.212 Mobile código país(s) 543 | OTAN Cód três-letras —   | OTAN Cód duas-letras (obsoleto) — | LOC MARC código(s) WF             |
| ITU Marítima ID (s) —           | ITU código de letras WAL | FIPS código de país(es) WF        | Licença código chapa F            |
| GS1 GTIN prefixo(s) —           | UNDP códigos de país WFI | WMO códigos de país FW            | ITU prefixos indicativo —         |

## Saara Ocidental
| ISO 3166-1 numérico 732         | ISO 3166-1 alfa-3 ESH    | ISO 3166-1 alfa-2 EH              | ICAO cod aeroporto prefixo(s) GS  |
| E.164 cód tel(s) +212           | COI cód país —           | TLD cod país —                    | ICAO aeronave regis. prefixo(s) — |
| E.212 Mobile código país(s) 604 | OTAN Cód três-letras —   | OTAN Cód duas-letras (obsoleto) — | LOC MARC código(s) SS             |
| ITU Marítima ID (s) —           | ITU código de letras AOE | FIPS código de país(es) WI        | Licença código chapa ME(?)        |
| GS1 GTIN prefixo(s) —           | UNDP códigos de país SAH | WMO códigos de país EH            | ITU prefixos indicativo —         |

## Iêmen
| ISO 3166-1 numérico 887         | ISO 3166-1 alfa-3 YEM    | ISO 3166-1 alfa-2 YE              | ICAO cod aeroporto prefixo(s) OY  |
| E.164 cód tel(s) +967           | COI cód país —           | TLD cod país .ye                  | ICAO aeronave regis. prefixo(s) — |
| E.212 Mobile código país(s) 421 | OTAN Cód três-letras —   | OTAN Cód duas-letras (obsoleto) — | LOC MARC código(s) YE             |
| ITU Marítima ID (s) —           | ITU código de letras YEM | FIPS código de país(es) YM        | Licença código chapa YAR          |
| GS1 GTIN prefixo(s) —           | UNDP códigos de país YEM | WMO códigos de país YE            | ITU prefixos indicativo 7OA-7OZ   |

## Zâmbia
| ISO 3166-1 numérico 894         | ISO 3166-1 alfa-3 ZMB    | ISO 3166-1 alfa-2 ZM              | ICAO cod aeroporto prefixo(s) FL  |
| E.164 cód tel(s) +260           | COI cód país —           | TLD cod país .zm                  | ICAO aeronave regis. prefixo(s) — |
| E.212 Mobile código país(s) 645 | OTAN Cód três-letras —   | OTAN Cód duas-letras (obsoleto) — | LOC MARC código(s) ZA             |
| ITU Marítima ID (s) —           | ITU código de letras ZMB | FIPS código de país(es) ZA        | Licença código chapa RNR          |
| GS1 GTIN prefixo(s) —           | UNDP códigos de país ZAM | WMO códigos de país ZB            | ITU prefixos indicativo 9IA-9JZ   |

## Zimbabwe
| ISO 3166-1 numérico 716         | ISO 3166-1 alfa-3 ZWE    | ISO 3166-1 alfa-2 ZW              | ICAO cod aeroporto prefixo(s) FV  |
| E.164 cód tel(s) +263           | COI cód país —           | TLD cod país .zw                  | ICAO aeronave regis. prefixo(s) — |
| E.212 Mobile código país(s) 648 | OTAN Cód três-letras —   | OTAN Cód duas-letras (obsoleto) — | LOC MARC código(s) RH             |
| ITU Marítima ID (s) —           | ITU código de letras ZWE | FIPS código de país(es) ZI        | Licença código chapa ZW           |
| GS1 GTIN prefixo(s) —           | UNDP códigos de país ZIM | WMO códigos de país ZW            | ITU prefixos indicativo Z2A-Z2Z   |